# Ambrose Olsen
Ambrose Olsen  (Homer (Alaska), 27 de noviembre de 1985 – Nueva York, 22 de abril de 2010) fue un modelo estadounidense. Apareció en una decena de campañas publicitarias para marcas como Armani y Hugo Boss.

## Early life
Antes de ser modelo, Ambrose Olsen estudió carpintería. También practicaba surfing, boxeo y hockey hielo además de ser voluntario en la Marina de Estados Unidos. Comenzó a posar a los 17 años, trasladándose a Nueva York en 2002. 
Olsen apareció en múltiples fotos y vídeos publicitarios. En el tiempo de su muerte, estaba representando por la empresa modelos Click Management. Fue especialmente conocido por la campaña de Armani de 2007 junto a Adriana Lima. También trabajó en otras campañas como TNT, Hugo Boss, D&G, Nautica, Yves Saint Laurent, Dior, Louis Vuitton, Burberry, Giorgio Armani Extreme Attitude entre otros. También hizo pases para diseñadores como Alexandre Herchcovitch y Kim Jones entre otros.

## Muerte
Olsen murió el 22 de abril de 2010 a los 24 años. Se le encontró colgado en su apartamento de Nueva York. Según el atestado policial, se trató de un suicidio.